# François Poisson
François Poisson, I marchese di Marigny (1684 – 17 giugno 1754), fu uno dei finanzieri francesi più influenti e ricchi del XVIII secolo. È inoltre il padre di Madame Pompadour.

## La potente classe dei finanzieri

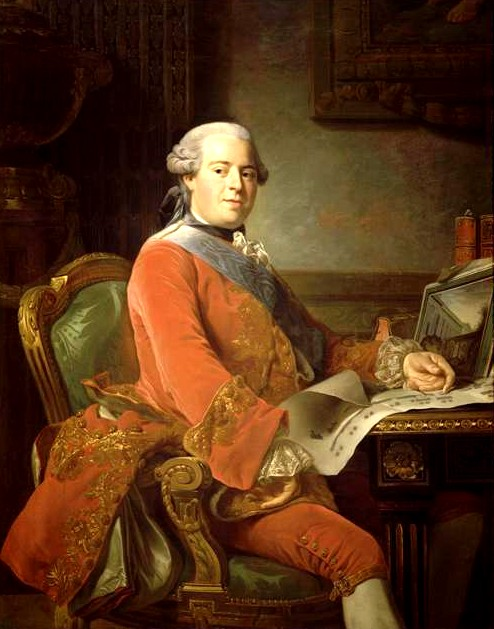
Abel François Poisson, figlio di François

La classe sociale dei finanzieri durante l'Ancien régime era considerata dalla nobiltà di dubbia reputazione in quanto vi facevano parte persone di origine umile o borghese. Tuttavia la stessa nobiltà non poteva fare a meno di frequentarla per poter ricevere quei prestiti di denaro che la dispendiosa vita nobile richiedeva. 
Tra i debitori dei finanzieri risultava il re stesso, oltre a tutta la nobiltà residente a Versailles, alla famiglia reale e agli uomini politici; di fatto quindi i finanzieri venivano ad avere le redini della vita politica, sia durante i periodi di pace sia soprattutto durante quelli di guerra, manovrando secondo i propri interessi coloro che erano a capo dello Stato.

## Umili origini e ascesa
Era il nono figlio di un tessitore di Provenchères, vicino Langres, Claude Poisson (1631–1694), e di Marie Maranjé (1637–1707). 
François iniziò la carriera come valletto presso Monsieur de Bernage, intendente reale di Amiens, passando poi alle dipendenze dei fratelli Paris de Montmartel e Paris-Duverney, i quali già nel 1690 risultavano essere i finanziatori dell'esercito reale.
Nel 1715, grazie ai proventi derivatigli dalle attività dei Paris, i cui affari erano gestiti in prima persona da François, questi riuscì ad acquistare la carica di segretario del re, che all'epoca voleva dire acquisire il primo grado di nobiltà.

## Matrimoni e discendenza
Nello stesso anno sposò Anne Le Carlier, appartenente all'alta borghesia di Laon e figlia dell'ex commissario alla Zecca. 
Rimasto vedovo nel 1718, si risposò, per volere degli stessi Paris., il 6 ottobre dello stesso anno con Luise Madaleine de la Motte e con lei ebbe tre figli:
1. Jeanne Antoinette Poisson, nota col titolo di Marchesa di Pompadour (Parigi, 29 dicembre 1721 – Versailles, 15 aprile 1764);
2. una bambina (Parigi, 1723) morta dopo qualche mese;
3. Abel François (Parigi, 1725– Parigi, maggio 1781).

Essendo continuamente in giro per la Francia e l'Europa, le voci del tempo dubitavano della paternità dei figli di madame Poisson, amante di vari funzionari di Stato e dello stesso Paris de Montmartel. 
Gli affari conclusi per conto dei Paris permisero alla famiglia di condurre una vita sempre più agiata e di trasferirsi tra rue de Richelieu e rue Saint-Marc, quartiere in cui all'epoca risiedevano i finanzieri più ricchi.

## L'esilio

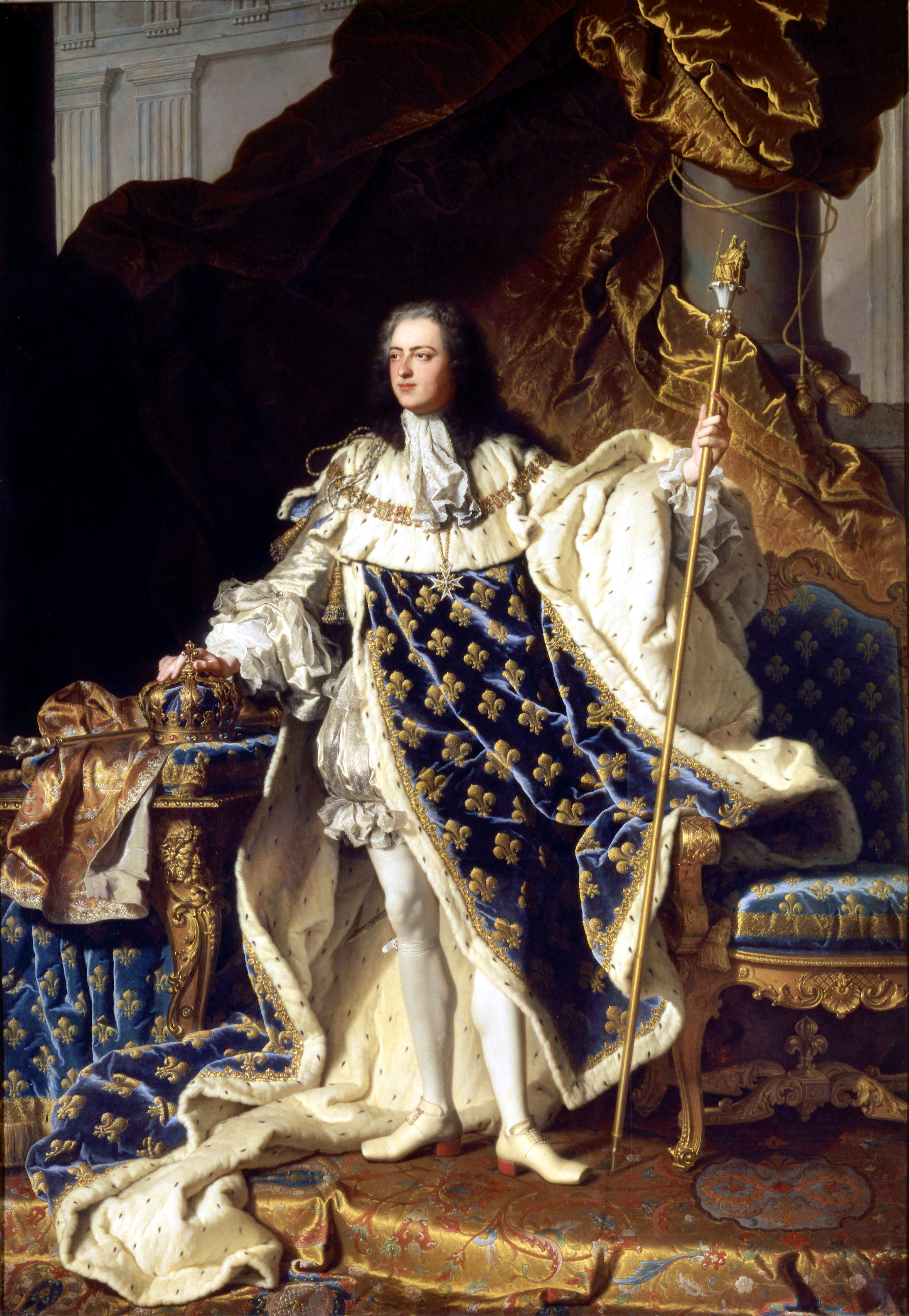
Luigi XV

Nel 1725 le misure fiscali imposte dal controllore generale delle Finanze Dodun e da Paris-Duverney, unito dallo scarso raccolto, provocarono dei disordini. A Poisson fu allora commissionato di provvedere al riapprovvigionamento in grano della capitale, operazione che gli riuscì perfettamente. L'anno dopo però il cardinale Fleury, reggente per conto del giovane Luigi XV, decise di cambiare i responsabili delle finanze della reggenza, tra cui i Paris, e di perseguire i responsabili. Non potendo, per convenienza, perseguire direttamente i finanzieri più potenti, vennero ritenuti responsabili i loro subalterni.
Accusato di speculazione, Francois venne condannato a morte e i suoi beni pignorati. I Paris, tuttavia, riuscirono a farlo fuggire ad Amburgo da dove riusciva a tenersi in contatto con la moglie, da cui nel frattempo si era formalmente separato, con la figlia e i con suoi datori. Anche in Germania infatti non smiese di sbrigare affari importanti per i due fratelli che intanto andavano recuperando prestigio (e cariche politiche) presso il re.

## Il ritorno in Francia
Grazie ai suoi contatti con il marchese de Breteuil, ministro della guerra, riuscì non solo a tornare in Francia nel 1736 ma anche ad ottenere nel 1741 l'annullamento della sentenza di condanna e a riottenere i beni confiscati.

## Le concessioni della figlia

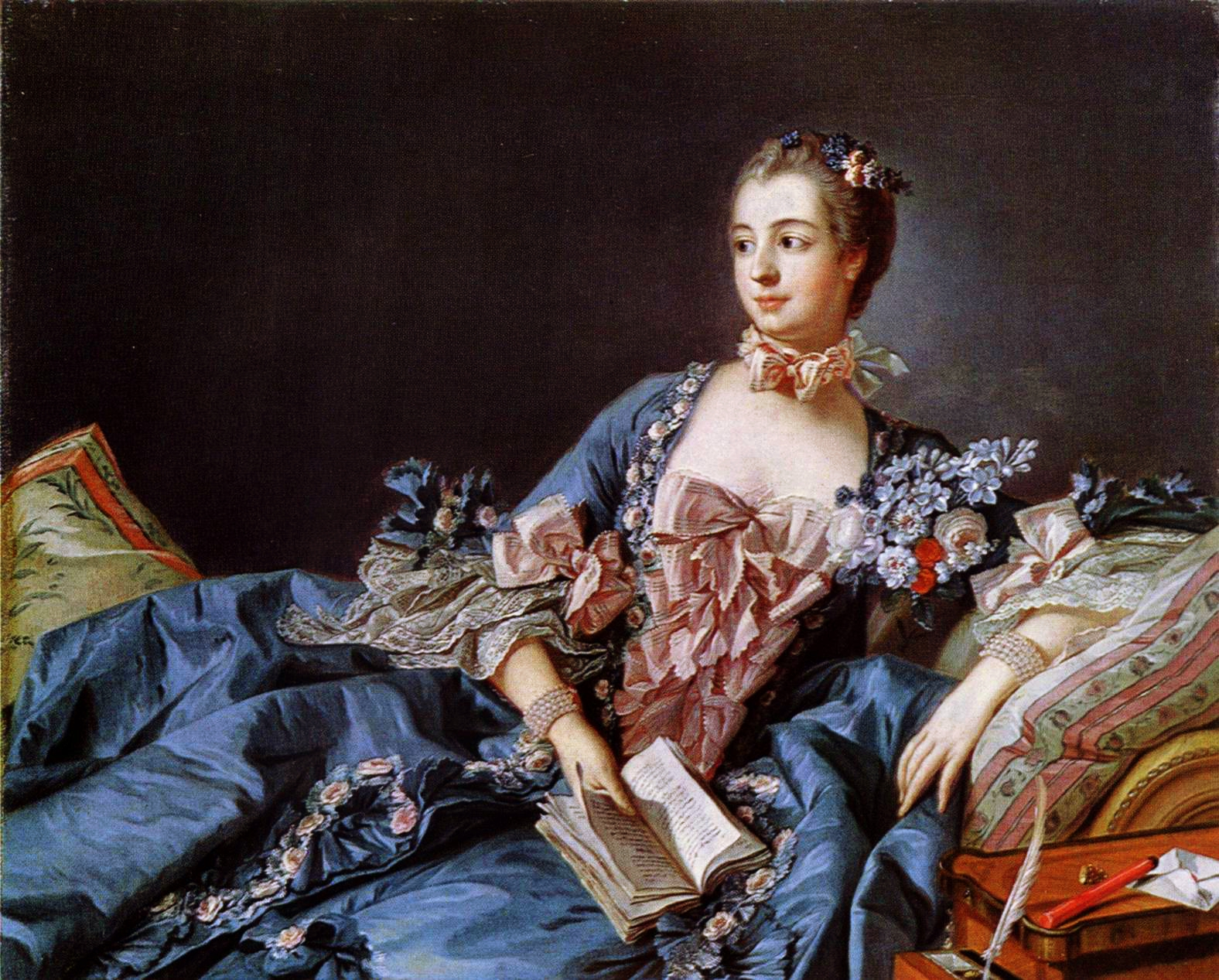
Jeanne Antoinette, figlia di François Poisson

I servigi di fornitura dei viveri e le operazioni di finanziamento resi alla Corona gli fruttarono nel 1746 ottenne alcune patenti di nobiltà e la terra di Marigny, offertagli direttamente dal re. Dietro queste concessioni era comunque presente la mano di sua figlia Jeanne Antoinette, divenuta amante ufficiale di Luigi XV, titolo che mantenne fino alla morte. 
Ormai non più dipendente dai Paris, coperto di onori e cariche (la tenuta di Marigny venne assurta a marchesato), continuò ad occuparsi degli affari per proprio conto e a quelli della corona.

## Morte
Morì due giorni dopo la morte della nipote Alexandrine, l'unica figlia di Madame de Pompadour. Il marchesato venne ereditato dal figlio Abel.